# Среднезападный дивизион (НБА)
Среднезападный дивизион (англ. The Midwest Division) — в прошлом один из дивизионов Западной конференции Национальной баскетбольной ассоциации. Дивизион был создан перед сезоном 1970/71. В 2004 году, после прихода в лигу «Шарлотт Бобкэтс» и перераспределения команд по дивизионам, команды Среднезападного дивизиона были распределены между Северо-Западным и Юго-Западным дивизионом. Чаще других чемпионом дивизиона становилась команда «Сан-Антонио Спёрс» — 11 раз. Посследним 34-м чемпионом дивизиона стала команда «Миннесота Тимбервулвз» в сезоне 2003/04.

## Победители дивизиона
- 1971: Милуоки Бакс
- 1972: Милуоки Бакс
- 1973: Милуоки Бакс
- 1974: Милуоки Бакс
- 1975: Чикаго Буллз
- 1976: Милуоки Бакс
- 1977: Денвер Наггетс
- 1978: Денвер Наггетс
- 1979: Канзас-Сити Кингз
- 1980: Милуоки Бакс
- 1981: Сан-Антонио Спёрс
- 1982: Сан-Антонио Спёрс
- 1983: Сан-Антонио Спёрс
- 1984: Юта Джаз
- 1985: Денвер Наггетс
- 1986: Хьюстон Рокетс
- 1987: Даллас Маверикс
- 1988: Денвер Наггетс
- 1989: Юта Джаз
- 1990: Сан-Антонио Спёрс
- 1991: Сан-Антонио Спёрс
- 1992: Юта Джаз
- 1993: Хьюстон Рокетс
- 1994: Хьюстон Рокетс
- 1995: Сан-Антонио Спёрс
- 1996: Сан-Антонио Спёрс
- 1997: Юта Джаз
- 1998: Юта Джаз
- 1999: Сан-Антонио Спёрс
- 2000: Юта Джаз
- 2001: Сан-Антонио Спёрс
- 2002: Сан-Антонио Спёрс
- 2003: Сан-Антонио Спёрс
- 2004: Миннесота Тимбервулвз

## Лидеры по количеству побед в дивизионе
| Команда                                       | Титулов | Сезоны, в которых команда выигрывала титул                                                        |
| --------------------------------------------- | ------- | ------------------------------------------------------------------------------------------------- |
| Сан-Антонио Спёрс                             | 11      | 1980/81, 1981/82, 1982/83, 1989/90, 1990/91, 1994/95, 1995/96, 1998/99, 2000/01, 2001/02, 2002/03 |
| Милуоки Бакс                                  | 6       | 1970/71, 1971/72, 1972/73, 1973/74, 1975/76, 1979/80                                              |
| Юта Джаз                                      | 6       | 1983/84, 1988/89, 1991/92, 1996/97, 1997/98, 1999/00                                              |
| Денвер Наггетс                                | 4       | 1976/77, 1977/78, 1984/85, 1987/88                                                                |
| Хьюстон Рокетс                                | 3       | 1985/86, 1992/93, 1993/94                                                                         |
| Чикаго Буллз                                  | 1       | 1974/75                                                                                           |
| Канзас-Сити Роялз (сейчас «Сакраменто Кингз») | 1       | 1978/79                                                                                           |
| Даллас Маверикс                               | 1       | 1986/87                                                                                           |
| Миннесота Тимбервулвз                         | 1       | 2003/04                                                                                           |